# Rhigozum trichotomum
Rhigozum trichotomum là một loài thực vật có hoa trong họ Chùm ớt. Loài này được Burch. miêu tả khoa học đầu tiên năm 1822.